# Ari Stolk
Ari Stolk (Rotterdam, 31 januari 1934 – Rhoon, 12 juli 2017) was een Nederlands kunstschilder en tekenaar. Een belangrijk thema binnen zijn werk vormen natuur en vogels. Hij wordt gerekend tot de Onafhankelijke Realisten.

## Leven en werk
Ari Stolk is als 18-jarige begonnen als illustrator in de reclamebranche en maakte voor het NTI in Breda tekeningen bij lesmateriaal. Later heeft hij ook zelfstandig wenskaarten en kalenders gemaakt. Door zijn liefde voor vogels is hij bekend geworden als illustrator voor boeken zoals ‘Vogels Natuurlijk’ en ‘Vogels Kijken’ en voor de tijdschriften ‘De Lepelaar’ en ‘Vogels’ van Vogelbescherming Nederland.
Hij gebruikte verschillende stijlen en materialen: hij werkte eerst vooral met gouache, en later met olieverf, maar hij maakte daarnaast aquarellen en pentekeningen.
Als cartoonist heeft hij prijzen behaald in Rusland (bij Kartoenale), Japan (1983) en Italië. Hij heeft voor onder meer dagblad Het Vrije Volk politiek getinte cartoons mogen maken. Na 30 jaar is hij overgestapt op een andere stijl en werd hij vrij beeldend kunstenaar, waarmee hij vanwege gezondheidsproblemen in 2010 is gestopt. Veel inspiratie deed hij op tijdens zijn reizen naar natuurgebieden. Hij was actief binnen de Artists for Nature Foundation.

## Exposities
Als cartoonist gaf hij in de jaren 80 van de 20e eeuw exposities in onder andere Japan, Rusland, Italië, België en Canada, als vrij beeldend kunstenaar met (sur)realistisch werk vanaf medio jaren 70 van de 20e eeuw tot en met 2009 in onder andere Nederland, de Verenigde Staten en Zwitserland.

## Illustraties in boeken
Stolk werkte als illustrator mee aan verscheidene boeken:
- Haan de, Nico & Keulen van, Egbert (1981) Vogels kijken. Nederlandse Vereniging tot bescherming van Vogels
- Stolk, Ari, Anthonie Stolk & Dick van Koten (1982) Vogels natuurlijk, ISBN 978-9066185029
- Gelderen, Jan van (1986) Vogeltaal, Nederlandse Vereniging tot Bescherming van Vogels.